# المورده، ام‌درمان
المورده (به عربی: الموردة) یک منطقهٔ مسکونی در سودان است که در خارطوم واقع شده‌است.